# Sonic Jam
Sonic Jam (Japans: ソニック ジャム) is een computerspel uit de Sonic the Hedgehog-franchise, voor de Sega Saturn en Game.com. De Saturn-versie is een compilatie van enkele oudere spellen die oorspronkelijk waren uitgebracht voor de Mega Drive.

## Spellen
De spellen in Sonic Jam zijn:
- Sonic the Hedgehog
- Sonic the Hedgehog 2
- Sonic the Hedgehog 3
- Sonic & Knuckles

Het spel bevat ook een 3D "Sonic World", waarmee spelers een virtueel museum kunnen bekijken waarin informatie wordt getoond over Sonic’s geschiedenis. Hierin kon met ook ringen verzamelen of proberen Tails te vinden. Dit level diende als testlevel voor het latere Sonic Adventure.
Door Sonic & Knuckles te kiezen kan de speler de "lock-on technology" van de originele cartridge activeren en de andere drie spellen uit de collectie erop aansluiten. Dit levert de volgende combinaties op:
- Sonic 3 & Knuckles
- Knuckles in Sonic 2
- Blue Sphere

## Veranderingen
- Enkele van de audiofragmenten zijn anders dan in de originele spellen, dit vanwege het cd-formaat.
- De graphics van de spellen zijn aangepast om beter aan te sluiten bij de Saturn.
- Sonic Jam bevat aangepaste versies van de spellen, waarin de moeilijkheidsgraad wordt veranderd. Indien men speelt in de "Original"-modus zijn de spellen identiek aan hun originele Mega Drive-versies. "Normal" mode voegt extra ringen toe en verwijderd enkele van de uitdagingen en "Easy" mode haalt zelfs gehele levels weg.
- Ook nieuw is dat men in de Sonic Jam-versie van het originele Sonic-spel nu Sonic’s Spin Dash kan gebruiken. Oorspronkelijk werd deze pas geïntroduceerd in Sonic 2.

## Ontvangst
| Beoordeeld door          | Datum             | Score |
| ------------------------ | ----------------- | ----- |
| Sega-16.com              | 25 maart 2008     | 100%  |
| The Video Game Critic    | 27 juni 2000      | 91%   |
| GamePro (USA)            | november 1997     | 90%   |
| Hobby Consolas           | augustus 1997     | 86%   |
| VicioJuegos.com          | 21 februari 2008  | 84%   |
| SEGA-Mag (Objectif-SEGA) | 24 september 2008 | 80%   |
| Game Revolution          | 6 juni 2004       | 75%   |
| All Game Guide           | 2007              | 70%   |
| GameSpot                 | 10 juli 1997      | 59%   |